# Interkosmos 9
Interkosmos 9 (również Kopernik 500) – kolejny sztuczny satelita wysłany w ramach programu Interkosmos. Został wysłany dla uczczenia pięćsetnej rocznicy urodzin Mikołaja Kopernika, obchodzonej na całym świecie z inicjatywy UNESCO jako Rok Kopernikański.

## Misja
Start satelity Kopernik 500 nastąpił 19 kwietnia 1973 o godzinie 10:19:58 GMT. Na wysokości 17 km odłączona została osłona aerodynamiczna głowicy, a na wysokości 40 km po 70 sekundach lotu pierwszy człon rakiety nośnej. Po kolejnych 350 sekundach na wysokości 202 km nastąpiło odłączenie satelity od drugiego stopnia rakiety nośnej. Satelita poruszał się wokół Ziemi w odległości od 202 km (w perygeum) do 1551 km w apogeum. Jedno okrążenie wokół Ziemi trwało 102,2 minuty. Płaszczyzna orbity była nachylona pod kątem 48°43′. Orbita satelity została przewidziana tak, by poruszał się on w obrębie różnych warstw jonosfery. W związku z faktem, że orientacja przestrzenna satelity nie była stabilizowana, obracał się on wokół środka masy. Początkowo jeden obrót trwał 90 sekund, później tylko 30 sekund, a w ostatnim miesiącu istnienia satelity obrót trwał aż 540 sekund. Aby umożliwić precyzyjne analizowanie przekazywanych danych, umieszczono więc na nim magnetometr, dzięki czemu w każdej chwili można było określić orientację przestrzenną satelity względem ziemskiego pola magnetycznego.

Satelita przebywał na orbicie około sześciu miesięcy, do 16 października 1973. Jego aparatura i urządzenia pokładowe pracowały bez awarii do momentu wejścia w gęste warstwy atmosfery, w których spłonął. Dane pomiarowe rejestrowano na magnetofonie podczas 540 obiegów Ziemi. Łączny czas obserwacji wyniósł około 900 godzin. Nawiązano z nim łączność 680 razy, a czechosłowacki nadajnik telemetryczny przekazał dane 264 razy. Kopernik 500 wykonał ogółem 2665 okrążeń wokół Ziemi, a ponieważ wszystkie przyrządy działały aż do ostatniej chwili, więc uzyskano z niego bardzo duży, a przy tym jednorodny materiał naukowy. Lot „polskiego” sztucznego satelity zakończył się pełnym sukcesem.

## Zadania i aparatura
Cały program obejmował trzy, wzajemnie powiązane ze sobą, eksperymenty ukierunkowane na badanie plazmy kosmicznej metodami radiowymi. Eksperyment zaproponowany przez stronę polską polegał na badaniach wybuchów promieniowania radiowego Słońca w zakresie fal średnich i krótkich o częstotliwościach poniżej 6 MHz, za pomocą radiospektrografu. Był to eksperyment realizowany przez Zakład Astronomii PAN, pod kierownictwem naukowym dr. Jana Hanasza.

Dwa radzieckie eksperymenty dotyczyły badań jonosfery. Jeden z nich polegał na wyznaczaniu niskoczęstotliwościowym miernikiem impedancji charakterystyk ekranu jonowego tworzącego się wokół anteny jonosferycznej. Był to eksperyment Instytutu Radiotechniki i Elektroniki Akademii Nauk Związku Radzieckiego. Drugi z nich polegał na pomiarach lokalnej gęstości elektronowej w jonosferze i niejednorodności gęstości elektronowej za pomocą wysokoczęstotliwościowego miernika impedancji. Był to eksperyment prowadzony przez Instytut Badawczy Radiofizyki w Gorkim.

Prócz wybuchów słonecznych polski radiospektrograf rejestrował stale szumy radiowe w plazmie, które występują w górnych warstwach jonosfery. W czasie lotu satelity okazało się, że otrzymane materiały obserwacyjne stanowią cenne źródło dla badań z dziedziny fizyki jonosfery. Dlatego też do programu naukowego satelity został dołączony czwarty eksperyment, zaproponowany wspólnie przez polskich i radzieckich uczestników badań, a polegający na określeniu charakterystyk naturalnych szumów radiowych w jonosferze. W czasie pracy satelity Kopernik 500 szereg obserwatoriów  helio- i geofizycznych na terenie Polski, Związku Radzieckiego, Czechosłowacji, Niemieckiej Republiki Demokratycznej i Bułgarii prowadziło naziemne obserwacje Słońca i jonosfery w szerokim zakresie długości fal. 
Aparatura przeznaczona była do rejestrowania pewnych zjawisk na Słońcu oraz w ziemskiej atmosferze. Przyrządy dokonywały obserwacji widma promieniowania radiowego wysyłanego przez Słońce. Drugim przyrządem naukowym na Koperniku 500 był miernik impedancji pracujący z częstotliwością 50 kHz, zaopatrzony w prętową antenę o długości 5 m, a przeznaczony do obserwacji wpływu wywieranego na stan jonosfery przez obecność w niej metalowych przedmiotów, a także wpływu jonosfery na działanie anteny radiowej. Trzecim zasadniczym przyrządem był miernik impedancji pracujący na częstotliwości 3,1 MHz i 15 MHz. Prętowa antena miała długość 0,7 m. Zadaniem tego miernika było badanie cech charakterystycznych jonosfery, a zwłaszcza wykrywanie jej jednorodności w rozmiarach od 0,5 do 100 km i koncentracji cząstek naładowanych (elektronów) w jonosferze w granicach od 1000 do 1 800 000 w cm³, z wysoką przy tym dokładnością do 50 cząstek w cm³.